# Råttkänguruer
Råttkänguruer (Potoroidae) är en familj av pungdjur. De liknar kängurudjur och har tidigare ansetts vara en underfamilj till dessa. Skillnaderna ligger huvudsakligen i djurgruppernas föda. Det finns 10 kända arter i familjen, men av dessa är två utrotade.

## Utseende
Arterna i familjen är alla små och har en brun- till gråaktig eller sandfärgad päls. Deras bakre extremiteter är större än de främre extremiteterna men avvikelsen är inte så tydlig som hos kängurudjur. Med en kroppslängd mellan 15 och 50 cm och med en svans på 12–40 cm är de även mindre än kängurudjur. Råttkängururna väger mellan 0,4 och 3 kilogram. Svansen kan i viss mån användas som gripverktyg.
Tandformeln är I 3/1 C 1/0 P 1/1 M 4/4, alltså 30 tänder. På varje sida av överkäken står den andra och tredje framtanden något bakom den första framtanden men inte lika tydlig som hos kängurudjur. Molarerna vandrar inte framåt under individens liv. Tandformeln gäller för vuxna exemplar. Ungar har 2 premolarer i varje käkhalva.

## Utbredning och systematik
Tidigare återfanns råttkängurur över hela Australien, men i vissa områden har de numera försvunnit. De lever numera i mindre från varandra skilda regioner, främst i södra och östra Australien samt på öar i närheten.
Råttkänguruer räknas tillsammans med kängurudjur och myskkänguruer till överfamiljen Macropodoidea eller underordningen Macropodiformes. Familjen består av fyra släkten där en är utdöd:
- Råttkänguruer (Aepyprymnus)
  - Råttkänguru (Aepyprymnus rufescens)
- Opossumråttor (Bettongia)
  - Tasmansk opossumråtta (Bettongia gaimardi)
  - Lesueurs opossumråtta (Bettongia lesueur)
  - Borstsvansad opossumråtta (Bettongia penicillata)
  - Nordlig opossumråtta (Bettongia tropica)
- †Caloprymnus
  - †Ökenopossumråtta
- Potorous
  - Potorous gilbertii
  - Långfotad kängururåtta (Potorous longipes)
  - † Potorous platyops
  - Långnosad kängururåtta (Potorous tridactylus)

Tidigare räknades myskkänguruer till familjen råttkänguruer, men idag klassas de av de flesta auktoriteter som en egen familj.

## Ekologi
Råttkänguruernas habitat varierar mellan tempererade gräsmarker och tropiska regnskogar. De är nattaktiva och lever i öppna skogar eller andra regioner med träd. De tillbringar vilotiderna i sina bon, vilka de bygger av gräs eller kvistar i håligheter i träd eller bland grenarna. Byggmaterialet transporteras företrädesvis med svansen. Ibland bor dessa djur i jordgrottor som lämnats tomma av andra djur. Råttkänguruer lever huvudsakligen ensamma men påträffas någon sällsynt gång i mindre grupper. Dessa grupper saknar struktur och upplöses ofta efter en kort tid.
Arter som lever i fuktiga och täta växtansamlingar har mindre revir än arter som lever i öppna skogar.

### Föda
Angående födan finns stora olikheter mellan råttkänguruer och kängurudjur. De förstnämnda är allätare och livnär sig av svampar, rötter och frön samt av insekter, deras larver och maskar. Gröna växtdelar äter de sällan och därför är deras mage relativt enkelt uppbyggd. Råttkänguruer dricker nästan aldrig vatten utan får sitt vätskebehov tillfredsställt genom födan.

### Fortplantning
Honor har en väl utvecklad pung (marsupium) med fyra spenar och framåtriktad öppning. En särskild parningstid finns inte. Efter dräktigheten som varar i 21 till 24 dagar föds en eller två ungar. Dessa lever de första månaderna i pungen och lämnar denna efter cirka fyra månader. Efter sex månader slutar honan att ge di och efter ungefär ett år är ungarna könsmogna.
Som hos kängurudjuren finns en fördröjd dräktighet. Direkt efter födelsen parar sig honan på nytt men nya embryon börjar först växa när de andra ungarna har lämnat pungen eller efter att de avlidit. På så sätt har råttkänguruer en hög reproduktionskvot och kan uppfostra tre generationer parallellt – ett embryo, en i pungen och en utanför pungen.
Medellivslängden i naturen ligger vid fyra till åtta år. Enskilda individer i fångenskap har blivit upp till tolv år gamla.

## Hot och status
Råttkänguruer tillhör de djurgrupper i Australien som starkt lidit under de förändringar som de europeiska invandrarna genomförde. Omvandlingen av deras levnadsområde till betesmark för får och nötkreatur samt införda fiender som rävar och katter har decimerat arternas bestånd betydligt. Två arter har försvunnit för alltid, ytterligare två är akut hotade (critically endangered) och två andra är starkt hotade (endangered).